# Comuna Ceabanivka, Camenița
Ceabanivka (în ucraineană Чабанівка) este o comună în raionul Camenița, regiunea Hmelnîțkîi, Ucraina, formată din satele Ceabanivka (reședința), Huta-Ciuhorska, Lîpî și Lîskivți.

## Demografie
Componența lingvistică a comunei Ceabanivka
     Ucraineană (99,19%)
     Alte limbi (0,81%)
Conform recensământului din 2001, majoritatea populației comunei Ceabanivka era vorbitoare de ucraineană (99,19%), existând în minoritate și vorbitori de alte limbi.